# A kis krumpli
A kis krumpli (eredeti cím: Small Fry) 2011-ben bemutatott amerikai számítógépes animációs rövidfilm, ami a Toy Story filmek alapján készült. Időben a harmadik rész után játszódik.
Az Amerikai Egyesült Államokban 2011. november 23-án mutatták be.

## Cselekmény
Egy éjszaka a „Poultry Palace” nevű gyorsétteremben Bonnie csalódottan veszi tudomásul, hogy a gyerekmenüjéhez Zurg övcsatját kapta ajándékba, mivel az étterem kifogyott a Mini Buzz Lightyear figurákból. A közelben egy vitrinben egy Mini Buzz Lightyear panaszkodik Mini Zurgnak, hogy sosem fognak játszani velük, de Mini Zurg inkább maradna a vitrinen belül, mert nem akar bajba kerülni az étterem dolgozóival.
Vacsora után Bonnie a labdamedencébe megy játszani Rexszel és Buzz Lightyearrel, akit magával hozott. Mini Buzz megragadja az alkalmat, hogy végre játsszanak vele: kiszökik a vitrinből, bemászik a labdák közé, és lerántja az igazi Buzz Lightyeart a mélybe, hogy átvegye a helyét. Bonnie anyukája ezután összeszedi a játékokat és a táskájába pakolja őket – nem is sejtve, hogy Mini Buzz nem az igazi Buzz.
Mini Buzz sikeresen megtéveszti Rexet, elhitetve vele, hogy ő az igazi Buzz, csak összezsugorodott a labdamedence műanyagjától. Amikor azonban hazaérnek, a többi játék azonnal rájön, hogy Mini Buzz egy imposztor. Eközben az igazi Buzz kimászik a labdák közül, és rádöbben, hogy az étteremben felejtették – ami időközben bezárt.
Menekülés közben Buzz rábukkan egy raktárhelyiségre, ahol épp egy elhagyott gyorséttermi játékokból álló önsegítő csoport gyűlése zajlik, melyet egy Neptuna nevű sellőjáték vezet. A csoport tagjai azt hiszik, Buzz is egy újabb elhagyott játék, így kénytelen részt venni a terápiás foglalkozáson.
A foglalkozás során Buzz találkozik Garyvel, a kampós játékhoroggal, aki szintén a csoport tagja, és segítségével végül megszökik. Közben Bonnie házában a játékok kikérdezik Mini Buzzot Buzz hollétéről, és tervet készítenek, hogy behatoljanak a Poultry Palace étterembe, hogy kiszabadítsák barátjukat.
Buzz azonban még azelőtt hazaér, hogy a mentőakció megkezdődne, és szembesíti Mini Buzzot a tetteivel. A történet végén Mini Buzz ismét részt vesz a támogatói csoport gyűlésén, ezúttal Buzz kíséretében, aki most a mentora lett. A stáblista után Mini Zurg egyedül marad a vitrines kiállításon, csupán az elektronikus övcsat társaságában – nagy örömére.

## Szereplők
| Szereplő              | Színész           | Magyar hang         |
| --------------------- | ----------------- | ------------------- |
| Buzz Lightyear        | Tim Allen         | Dörner György       |
| Kis Buzz Lightyear    | Teddy Newton      | Galbenisz Tomasz    |
| Woody                 | Tom Hanks         | Stohl András        |
| Jesse                 | Joan Cusack       | Zsigmond Tamara     |
| Krumplifej asszonyság | Estelle Harris    | Szabó Éva           |
| Rex                   | Wallace Shawn     | Lippai László       |
| Guba                  | John Ratzenberger | Kassai Károly       |
| Neptuna               | Jane Lynch        | Menszátor Magdolna  |
| Husika                | Angus MacLane     | Galambos Péter      |
| Tüsi úr               | Timothy Dalton    | Kautzky Armand      |
| Kék Kuka              | Peter Sohn        | TBA                 |
| Bonnie                | Emily Hahn        | Károlyi Lili        |
| Bonnie anyukája       | Lori Alan         | Kisfalvi Krisztina  |
| Gyorséttermi dolgozó  | Josh Cooley       | Markovics Tamás     |
| Zurg császár          | Jess Harnell      | TBA                 |
| DJ-doboz              | Bret Parker       | TBA                 |
| Pufi Teki             | Emily Forbes      | TBA                 |
| Idegrendszer          | Kitt Hirasaki     | Tóth Roland         |
| Koala Kopter          | Carlos Alazraqui  | Barabás Kiss Zoltán |
| Kondorkeselyű         | Bob Bergen        | Csőre Gábor         |
| Pizzarobot            | Jason Topolski    | Seder Gábor         |
| Franklin              | Jim Ward          | TBA                 |

## A film készítése
A „Kondorkeselyű” játékfigura utalás a Disney 1981-es élőszereplős kaland-vígjáték filmjére, A keselyűemberre. Egy interjúban Angus MacLane rendező így nyilatkozott:
„Abban reménykedem, hogy a Disney animáció rajongóinak egy nagyon kis csoportja fel lesz dobva attól, hogy tényleg létezik egy Kondorkeselyű-játék. Talán még egy kis felhajtást is kelt egy sötétebb újraindítás körül.”